# Đèo Pha Đin
Đèo Pha Đin hay Dốc Pha Đin là đèo núi trên quốc lộ 6 ở giáp ranh giữa xã Phổng Lái, huyện Thuận Châu, tỉnh Sơn La và xã Tỏa Tình, huyện Tuần Giáo, tỉnh Điện Biên .
Đèo có độ dài 32 km. Điểm khởi đầu của đèo cách Thành phố Sơn La về phía Tây 66 km còn điểm cuối của đèo cách Thành phố Điện Biên Phủ khoảng 84 km.
Du khách thường xếp đèo Pha Đin vào một trong "tứ đại đỉnh đèo" vùng miền núi phía Bắc, bên cạnh Đèo Ô Quy Hồ, Đèo Khau Phạ và Đèo Mã Pí Lèng. Cũng có khi đèo được xếp cùng nhóm sáu con đèo gây ấn tượng nhất Việt Nam bao gồm Khau Phạ, Hồng Thu Mán (trên Quốc lộ 4D, thuộc Pa So Phong Thổ, Lai Châu), Ô Quy Hồ, Hải Vân và Khánh Lê (huyện Khánh Vĩnh, Khánh Hòa).

## Truyền thuyết
Tên gọi đèo Pha Đin nguyên gốc xuất xứ từ tiếng Thái, Pha đin, trong đó Pha nghĩa là "Trời", Đin là "Đất" hàm nghĩa nơi đây là chỗ nơi đất trời gặp nhau. 
Người Lai Châu cũ (nay là Điện Biên) và Sơn La từ xa xưa còn lưu truyền câu chuyện kể về cuộc bàn thảo tìm cách vạch định ranh giới của hai địa phương bằng một cuộc đua ngựa vượt dốc Pha Đin. Người và ngựa của cả hai phía đều đồng thời xuất phát từ hai dốc đèo. Hai dũng sĩ và hai con tuấn mã đều có sức mạnh và ý chí như nhau nên khoảng cách mà họ đi được cho tới địa điểm gặp nhau trên đèo không chênh lệch bao nhiêu. Tuy vậy, phần ngựa Lai Châu phi nhanh hơn nên phần đèo thuộc về Lai Châu dài hơn một chút so với phần phía Sơn La.

## Đặc điểm
Theo quốc lộ 6 qua cao nguyên Mộc Châu tới Yên Châu, Mai Sơn, Thuận Châu rồi từ Thuận Châu vượt qua Pha Đin là tới Tuần Giáo, cửa ngõ của Lai Châu cũ và tỉnh mới Điện Biên bây giờ.
Đèo Pha Đin dài khoảng 32 km, từ km số 360 đến km số 392 trên quốc lộ 6, là nơi tiếp giáp theo hướng Đông-Tây giữa hai tỉnh Sơn La và Điện Biên, nằm trong hệ thống cao nguyên Tả Phìn. Điểm cao nhất của đèo là 1.648 mét so với mực nước biển và tại đây có một tháp truyền hình khối lượng khoảng 70 tấn, chịu sức gió 200 km/h. Địa thế đèo rất hiểm trở, chênh vênh, một bên là vách núi và một bên là vực sâu hun hút. Độ dốc của đèo khoảng 10%, có chỗ 12% đến 15% thậm chí cục bộ 19%. Lúc lên dốc và xuống dốc, con đường đèo ngoằn ngoèo với 8 cung đường cua hết sức nguy hiểm, bán kính đường cong dưới 15m và bên cạnh đó là vô số các khúc cua tay áo, cua chữ A, chữ Z trong đó có nhiều đoạn chỉ đủ cho một ô tô đi qua. Khu vực này núi đất đỏ chứ không phải núi đá vôi, nên nền đất đèo nhìn chung tương đối yếu, dễ xảy ra sụt, trượt, lở đất vào mùa mưa và thêm vào đó, bề mặt đường rất thô sơ, cấp phối. Chính vì vậy, có nhiều vụ tai nạn thảm khốc đã thường xuyên xảy ra trên đường đèo.
Trên lưng chừng đèo Pha Đin thường mịt mờ mây phủ, dưới chân đèo là những bản làng lác đác. Đứng trên dốc đèo phía tỉnh Điện Biên nhìn xuống du khách sẽ thấy thung lũng Mường Quài trải rộng với ngút ngàn màu xanh của đồi núi, thấp thoáng những làng bản đầu tiên của huyện Tuần Giáo. Tuy nhiên, khi lên đến gần đỉnh đèo thì hầu như không còn nhìn thấy bản làng nào mà chỉ còn nền trời xanh thẳm và núi rừng hùng vĩ như hòa quyện làm một.
Trong kháng chiến chống Pháp, một trong những tuyến huyết mạch quan trọng tiếp vận vũ khí đạn dược và lương thực cho chiến dịch Điện Biên Phủ (1954) của Việt Minh đi qua đèo này, đã khiến đèo Pha Đin trở thành một biểu tượng của tinh thần gan dạ với hơn 8.000 thanh niên xung phong "quyết tử cho Tổ quốc quyết sinh". Năm 1954, nhằm chặn đứng tuyến tiếp vận này của Việt Minh, suốt 48 ngày đêm ròng rã tướng Pháp Christian de Castries đã cho máy bay oanh tạc đường số 6, trong đó đèo Pha Đin và ngã ba Cò Nòi (di tích lịch sử quốc gia ở huyện Mai Sơn, tỉnh Sơn La) là hai nơi hứng chịu nhiều nhất lượng bom đạn đổ xuống. Trên đỉnh đèo Pha Đin hiện còn tấm bia ghi lại dấu ấn lịch sử này.
Những năm gần đây (từ năm 2006 đến năm 2009), dự án cải tạo, nâng cấp quốc lộ 6 đoạn Sơn La-Tuần Giáo với tổng mức đầu tư hơn 1.165 tỷ đồng đã hoàn tất. Tuyến đường tránh đèo Pha Đin được xây dựng bám theo sườn núi các đỉnh đèo phụ phía trái quốc lộ 6 cũ, có độ cao khoảng 1.000m (thấp hơn đèo Pha Đin 200-400m), đã khiến xe cộ ít lưu thông qua cung đường qua đèo Pha Đin và con đèo chỉ còn phù hợp với khách du lịch ưa mạo hiểm.

## Đèo Pha Đin trong thơ văn
Dốc Pha Đin chị gánh anh thồ
Đèo Lũng Lô anh hò chị hát
Dù bom đạn xương tan thịt nát
Không sờn lòng, không tiếc tuổi xanh
Trích Hoan hô chiến sĩ Điện Biên, Thơ Tố Hữu
Đèo Pha Din mới được sửa chữa, nâng cấp theo tiêu chuẩn đường cấp III miền núi, không còn cua tay áo, độ dốc một số điểm là 10°Có "châm chước".
Trên đèo có cột mốc phân giới giữa Sơn La và Điện Biên. Nhưng cột mốc chỉ mang tính ước lượng, không chính xác.
Trên đỉnh đèo có một chợ chim, bán rất nhiều loại chim do người dân mang ra. Ngoài ra có bán thịt ngựa, măng, táo mèo (theo mùa), rau cải mèo,...
Trên đèo có nhiều điểm nước ngầm, gây rất nhiều khó khăn cho việc thi công đèo. Có một số vị trí thường có hiện tượng đá lăn, rất nguy hiểm.